# 乙酰乙酰辅酶A还原酶
乙酰乙酰辅酶A还原酶（英語：acetoacetyl-CoA reductase，EC 1.1.1.36（页面存档备份，存于））是一种以NAD+或NADP+为受体、作用于供体CH-OH基团上的氧化还原酶。这种酶能催化以下酶促反应：
(R)-3-羟酰辅酶A + NADP+ {\displaystyle \rightleftharpoons } 3-氧酰辅酶A + NADPH + H+
乙酰乙酰辅酶A还原酶主要参与丁酸的代谢过程。